# Fille du peuple
Fille du peuple er en fransk stumfilm fra 1920 af Camille de Morlhon.

## Medvirkende
- Suzanne Herval
- Charles de Rochefort
- Jean Peyrière